# إصطباري
اصطباري، قرية رئيسية تابعة لمركز شبين الكوم التابع لمحافظة المنوفية في جمهورية مصر العربية.

## التاريخ
قرية إصطباري من القرى القديمة، حيث وردت باسم «شبرا دقش» أو «اصطباره» في أعمال المنوفية ضمن قرى الروك الصلاحي التي أحصاها ابن مماتي في كتاب قوانين الدواوين، كما وردت باسم «اصطباره» في أعمال المنوفية ضمن قرى الروك الناصري التي أحصاها ابن الجيعان في كتاب «التحفة السنية بأسماء البلاد المصرية». وفي العصر العثماني وردت باسم «اصطباره» في التربيع العثماني الذي أجراه الوالي العثماني سليمان باشا الخادم في عصر السلطان العثماني سليمان القانوني ضمن قرى ولاية المنوفية، وفي تاريخ 1228هـ/1813م الذي عدّ قرى مصر بعد المسح الذي قام به محمد علي باشا باسم «إصطباري» ضمن قرى مديرية المنوفية.

## السكان
بلغ عدد سكان اصطباري 6,205 نسمة، حسب الإحصاء الرسمي لعام 2006.